# Карсон (округ, Техас)
Шаблон:StateAbbr_ 35°25′ пн. ш. 101°21′ зх. д. / 35.41° пн. ш. 101.35° зх. д.
Округ Карсон (англ. Carson County) — округ (графство) у штаті Техас, США. Ідентифікатор округу 48065.

## Історія
Округ утворений 1888 року.

## Демографія
За даними перепису 2000 року загальне населення округу становило 6516 осіб, зокрема міського населення було 225, а сільського — 6291. Серед мешканців округу чоловіків було 3188, а жінок — 3328. В окрузі було 2470 домогосподарств, 1884 родин, які мешкали в 2815 будинках. Середній розмір родини становив 3,04.
Віковий розподіл населення поданий у таблиці:
| Стать    | До 15 років | 15-21 | 22-29 | 30-39 | 40-49 | 50-65 | 65-85 | Понад 85 |
| -------- | ----------- | ----- | ----- | ----- | ----- | ----- | ----- | -------- |
| Чоловіки | 747         | 308   | 231   | 398   | 536   | 528   | 403   | 37       |
| Жінки    | 698         | 329   | 222   | 436   | 529   | 531   | 507   | 76       |

## Суміжні округи
- Гатчинсон — північ
- Робертс — північний схід
- Грей — схід
- Донлі — південний схід
- Армстронг — південь
- Рендалл — південний захід
- Поттер — захід
- Мур — північний захід

## Виноски
1. ↑  U.S. Decennial Census. United States Census Bureau. Архів оригіналу за 12 квітня 2013. Процитовано 20 квітня 2015.
2. ↑  Texas Almanac: Population History of Counties from 1850–2010 (PDF). Texas Almanac. Архів оригіналу (PDF) за 26 лютого 2015. Процитовано 20 квітня 2015.
3. ↑  State & County QuickFacts. United States Census Bureau. Архів оригіналу за 25 листопада 2015. Процитовано 9 грудня 2013.(англ.) Наведено за англійською вікіпедією.
4. ↑  American FactFinder. Бюро перепису населення США. Архів оригіналу за 29 липня 2011. Процитовано 31 січня 2008.

| США | Це незавершена стаття з географії США. Ви можете допомогти проєкту, виправивши або дописавши її. |